# Frans Hendrickx
Frans Hendrickx, né le 1er avril 1921 et mort le 29 juillet 2002, est un footballeur belge actif principalement durant les années 1940. Il est surtout connu pour les quatorze ans qu'il passe au Lyra, où il occupe le poste de défenseur.

## Carrière
Frans Hendrickx a seize ans lorsqu'il est intégré au noyau de l'équipe première du Lyra, en 1937. Le club évolue alors en Division d'Honneur mais dès sa première saison dans l'équipe, il subit une relégation au niveau inférieur. Souhaitant remonter directement, le club échoue toutefois à la deuxième place de sa série la saison suivante, à deux points du champion, l'Eendracht Alost. Ensuite, le déclenchement de la Seconde Guerre mondiale interrompt les compétitions et après avoir à nouveau terminé à deux points du titre en 1942, le Lyra décroche les lauriers un an plus tard et retrouve l'élite nationale. Malheureusement, le club ne parvient pas à assurer son maintien et redescend directement.
Après une nouvelle interruption des compétitions due à la reprise des combats et la fin de la guerre, le Lyra, avec Frans Hendrickx devenu entretemps un titulaire indiscutable en défense, remporte une nouvelle fois le titre dans sa série de Division 1, nom porté à l'époque par le deuxième niveau national. De retour en Division d'Honneur, le club se maintient plusieurs saisons de suite. Les bonnes prestations de Frans Hendrickx lui permettent d'être appelé à deux reprises en équipe nationale belge durant la saison 1948-1949 mais il ne jouera finalement jamais pour les « Diables Rouges ». Le club est à nouveau relégué en 1950 et après une saison moyenne au niveau inférieur, Frans Hendrickx choisit de quitter son club pour rejoindre le Daring Club de Bruxelles. Il joue un an pour le club bruxellois avant de prendre sa retraite sportive.

## Statistiques
| Saison                | Club                  | Championnat           | Championnat | Championnat | Coupe(s) nationale(s) | Coupe(s) nationale(s) | Total | Total |
| Saison                | Club                  | Division              | M.          | B.          | M.                    | B.                    | M.    | B.    |
| 1937-1938             | K. Lyra               | Division 1            | -           | -           | 0                     | 0                     | 0     | 0     |
| 1938-1939             | K. Lyra               | Division 2            | -           | -           | 0                     | 0                     | 0     | 0     |
| 1941-1942             | K. Lyra               | Division 2            | -           | -           | 0                     | 0                     | 0     | 0     |
| 1942-1943             | K. Lyra               | Division 2            | -           | -           | 0                     | 0                     | 0     | 0     |
| 1943-1944             | K. Lyra               | Division 1            | -           | -           | 0                     | 0                     | 0     | 0     |
| 1945-1946             | K. Lyra               | Division 2            | -           | -           | 0                     | 0                     | 0     | 0     |
| 1946-1947             | K. Lyra               | Division 1            | -           | -           | 0                     | 0                     | 0     | 0     |
| 1947-1948             | K. Lyra               | Division 1            | -           | -           | 0                     | 0                     | 0     | 0     |
| 1948-1949             | K. Lyra               | Division 1            | -           | -           | 0                     | 0                     | 0     | 0     |
| 1949-1950             | K. Lyra               | Division 1            | -           | -           | 0                     | 0                     | 0     | 0     |
| 1950-1951             | K. Lyra               | Division 2            | -           | -           | 0                     | 0                     | 0     | 0     |
| 1951-1952             | Daring CB             | Division 1            | -           | -           | 0                     | 0                     | 0     | 0     |
| Total sur la carrière | Total sur la carrière | Total sur la carrière | 1           | 0           | 0                     | 0                     | 1     | 0     |

## Palmarès
- 2 fois champion de Division 2 en 1943 et en 1946 avec le K. Lyra.

## Carrière internationale
Frans Hendrickx compte deux convocation en équipe nationale belge mais il n'a jamais joué pour les « Diables Rouges ». Il est appelé une première fois le 21 novembre 1948 pour un match amical contre les Pays-Bas et une seconde fois le 13 mars 1949 contre le même adversaire mais il reste à chaque fois sur le banc des réservistes durant toute la rencontre.
Le tableau ci-dessous reprend toutes les sélections de Frans Hendrickx. Les matches non joués sont indiqués en italique. Le score de la Belgique est toujours indiqué en gras.
| Date       | Compétition  | Adversaire | Lieu      | Score | Remarque |
| ---------- | ------------ | ---------- | --------- | ----- | -------- |
| 21/11/1948 | Match amical | Pays-Bas   | Anvers    | 1-1   |          |
| 13/03/1949 | Match amical | Pays-Bas   | Amsterdam | 3-3   |          |